# Scytodes piroca
Scytodes piroca – gatunek pająka z rodziny rozsnuwaczowatych.
Gatunek ten został opisany w 2000 roku przez C.A. Rheims i A.D. Brescovita. Okazy serii typowej pochodziły z Parku Narodowego Serra do Divisor, a jako miejsce typowe wskazano Piroca.
Samce osiągają około 3 mm, a samice około 5–6 mm długości ciała. Karapaks mają żółty z czarnym, U-kształtnym wzorem. Oczy boczne położone są na wzgórkach. Ubarwienie nogogłaszczków żółte, poza stopami z czarnymi paskami. Odnóża żółte z czarnymi pasami. Warga dolna i endyty żółte z brązowawymi nasadami, a sternum żółte z brązowymi brzegami. Na kremowej opistosomie obecne 3-5 poprzeczne, czarne znaki. Narządy rozrodcze samca charakteryzuje igłowaty embolus przykryty szerokim, wklęsłym wyrostkiem dystalnym oraz długi, smukły kolec dystalny na cymbium. Samica ma dwa zbiorniki nasienne. 
Pająk endemiczny dla Brazylii znany ze stanów Acre i Amazonas.